# Rychely Cantanhede de Oliveira
Rychely Cantanhede de Oliveira (nacido el 6 de agosto de 1987) es un exfutbolista brasileño que se desempeñaba como delantero.
Jugó para clubes como el FC Tokyo, Montedio Yamagata, Bahia, Győri ETO, Santo André, Santos, Vitória, Goiás y Chapecoense.

## Trayectoria

### Clubes
| Club              | País    | Año         |
| ----------------- | ------- | ----------- |
| FC Tokyo          | Japón   | 2005 - 2007 |
| Montedio Yamagata | Japón   | 2008        |
| Bahia             | Brasil  | 2009        |
| Győri ETO         | Hungría | 2009        |
| América           | Brasil  | 2010        |
| Santo André       | Brasil  | 2010 - 2011 |
| Santos            | Brasil  | 2011        |
| Vitória           | Brasil  | 2011        |
| Paulista          | Brasil  | 2012        |
| Goiás             | Brasil  | 2012        |
| Ceará             | Brasil  | 2013        |
| Chapecoense       | Brasil  | 2014        |
| Red Bull Brasil   | Brasil  | 2015        |